# Portør
En portør (også kaldet apoteksportør, hospitalsportør, hospitalsserviceassistent, plejehjemsportør eller sygehusportør) er stillingsbetegnelsen for servicemedarbejdere på sygehuse, sygehusapoteker eller plejehjem.
Portører er beskæftiget med en lang række praktiske og tekniske opgaver, som f.eks. transport af patienter, medicin, post og journaler mellem de forskellige sygehusafdelinger. I Danmark er portører som regel lønmodtagere og ansat det sted de arbejder. I andre lande, og historisk set, kan portører være selvstændig erhvervsdrivende eller ansat hos en underleverandør til det sted de arbejder.
Uddannelsesforløbet til portør varer i alt 12 måneder (1 år) og påbegyndes ved at søge en ledig læreplads som portøraspirant på et sygehus, sygehusapotek eller plejehjem. Dernæst påbegyndes den 6 ugers grunduddannelse på Portørskolen efterfulgt af en periode med praktisk oplæring på sygehuset, sygehusapoteket eller plejehjemmet af 6 ½ måneds varighed plus yderligere 4 ugers oplæring.

## Eksterne kilder og henvisninger
- UddannelsesGuidens information om arbejdet som portør Arkiveret 25. oktober 2007 hos  Wayback Machine

| Apoteksvæsen | Spire Denne artikel om apoteksvæsen er en spire som bør udbygges. Du er velkommen til at hjælpe Wikipedia ved at udvide den. |